# Đảo Lưỡi Liềm
Đảo Lưỡi Liềm là thực thể địa lý có tọa độ 16°30′30″B 111°46′12″Đ / 16,50833°B 111,77°Đ nằm trên rạn san hô chứa đảo Duy Mộng (tức đá Lưỡi Liềm), thuộc nhóm Lưỡi Liềm, quần đảo Hoàng Sa. Địa danh này có thể tương ứng với một bãi cát nổi diện tích khoảng 0,22 ha mà phía Trung Quốc gọi là Thạch dự (tiếng Trung: 石屿, bính âm: Shí yǔ) có tọa độ 16°30'34"N 111°45'30"E.